# Elizabeth May (triatleta)
Elizabeth Nicola May (conocida como Liz May; Luxemburgo, 27 de julio de 1983) es una deportista luxemburguesa que compitió en triatlón y acuatlón.
Ganó una medalla de plata en el Campeonato Europeo de Triatlón de 2009 y tres medallas en el Campeonato Mundial de Acuatlón entre los años 2003 y 2011.

## Palmarés internacional
| Campeonato Europeo | Campeonato Europeo    | Campeonato Europeo | Campeonato Europeo |
| Año                | Lugar                 | Medalla            | Prueba             |
| ------------------ | --------------------- | ------------------ | ------------------ |
| 2009               | Holten (Países Bajos) | Medalla de plata   | Individual         |

| Campeonato Mundial | Campeonato Mundial         | Campeonato Mundial | Campeonato Mundial |
| Año                | Lugar                      | Medalla            | Prueba             |
| ------------------ | -------------------------- | ------------------ | ------------------ |
| 2003               | Queenstown (Nueva Zelanda) | Medalla de plata   | Individual         |
| 2004               | Funchal (Portugal)         | Medalla de plata   | Individual         |
| 2011               | Pekín (China)              | Medalla de oro     | Individual         |